# Переверзев, Иван Николаевич
Иван Николаевич Переверзев (1928 — 2004) — сельскохозяйственный деятель, Герой Социалистического Труда (1976).

## Биография
Иван Переверзев родился 10 октября 1928 года в станице Петропавловская (ныне — Курганинский район Краснодарского края). После окончания Майкопского лесного техникума работал механиком, затем помощником лесничего на Мучкапской лесозащитной станции. Позднее преподавал в училище механизации, стал его директором. В 1960 году Переверзев был назначен председателем колхоза имени Кирова в Каневском районе Краснодарского края. В 1963 году он заочно окончил Кубанский сельскохозяйственный институт.
В 1967 году в колхозе Переверзева была создана первая в Каневском районе племенная ферма крупного рогатого скота, насчитывавшую 458 голов, 260 из которых — чистопородными.
Указом Президиума Верховного Совета СССР от 23 декабря 1976 года за «большие успехи, достигнутые во Всесоюзном социалистическом соревновании, проявленную трудовую доблесть при выполнении планов и социалистических обязательств по увеличению производства и продажи государству зерна и других сельскохозяйственных продуктов в 1976 году» Иван Переверзев был удостоен высокого звания Героя Социалистического Труда с вручением ордена Ленина и медали «Серп и Молот».
В 1982—1998 годах Переверзев руководил Северо-Кавказским зональным НИИ садоводства и виноградарства в Краснодаре. Активно занимался научной деятельностью, опубликовал ряд работ, подготовил 3 кандидатов наук. Доктор экономических наук, профессор. Активно занимался общественной деятельностью. Скончался 14 сентября 2004 года, похоронен на Славянском кладбище Краснодара.
Был награждён тремя орденами Ленина и орденом Октябрьской Революции, рядом медалей.